# Diaea mikhailovi
Diaea mikhailovi är en spindelart som beskrevs av Zhang, Song och Zhu 2004. Diaea mikhailovi ingår i släktet Diaea och familjen krabbspindlar. Inga underarter finns listade i Catalogue of Life.